# Campeonato navarro del Cuatro y Medio 2002
La IV edición del Campeonato navarro del Cuatro y Medio, competición de pelota vasca en la variante de pelota mano profesional de primera categoría, se disputó en el año 2002. Fue organizada conjuntamente por Asegarce y ASPE las dos principales empresas dentro del ámbito profesional de la pelota mano, junto con la Federación Navarra de Pelota.
La txapela cayó en manos de Barriola, tras dejar en la cuneta a los dos máximos favoritos Jorge Nagore y Patxi Eugi. 

## Eliminatorias
| Fecha    | Frontón y localidad          | Rojo   | Azul        | Tanteo |
| -------- | ---------------------------- | ------ | ----------- | ------ |
| 01/06/02 | San Francisco Javier, Lodosa | Nagore | Patxi Ruiz  | 22-01  |
| 07/06/02 | Plazaola, Lecumberri         | Nagore | Olaizola II | 22-20  |

## Octavos de final
| Fecha    | Frontón y localidad      | Rojo     | Azul     | Tanteo |
| -------- | ------------------------ | -------- | -------- | ------ |
| 14/06/02 | Atakondoa, Irurzun       | Lasa III | Goñi III | 07-22  |
| 17/06/02 | Euskal Jai Berri, Huarte | Tirapu   | Nagore   | 17-22  |

## Cuartos de final
| Fecha    | Frontón y localidad           | Rojo       | Azul     | Tanteo |
| -------- | ----------------------------- | ---------- | -------- | ------ |
| 21/06/02 | Municipal de Aoiz, Aoiz       | Eugi       | Goñi III | 22-16  |
| 22/06/02 | Municipal de Orcoyen, Orcoyen | Armendariz | Nagore   | 11-22  |

## Semifinales
| Fecha    | Frontón y localidad | Rojo     | Azul    | Tanteo |
| -------- | ------------------- | -------- | ------- | ------ |
| 30/06/02 | , Sumbilla          | Eugi     | Goñi II | 22-16  |
| 29/06/02 | Remontival, Estella | Barriola | Nagore  | 22-16  |

## Final
| Fecha    | Frontón y localidad | Rojo | Azul     | Tanteo |
| -------- | ------------------- | ---- | -------- | ------ |
| 07/07/02 | Labrit, Pamplona    | Eugi | Barriola | 13-22  |

- Datos: Q5558109